# Hinx
Hinx är en kommun i departementet Landes i regionen Nouvelle-Aquitaine i sydvästra Frankrike. Kommunen ligger i kantonen Montfort-en-Chalosse som tillhör arrondissementet Dax. År 2022 hade Hinx 1 909 invånare.

## Befolkningsutveckling
Antalet invånare i kommunen Hinx
Referens:INSEE